# Serie A 1968-1969 (pallacanestro femminile)
Il campionato di Serie A di pallacanestro femminile 1968-1969 è stato il trentottesimo organizzato in Italia.
La formula rimane invariata: le dieci squadre di Serie A si affrontano in partite di andata e ritorno; la prima classificata vince lo scudetto, le ultime due retrocedono in Serie B. Il Recoaro Vicenza vince il suo quinto scudetto consecutivo, giungendo davanti a Standa Milano e Geas Sesto San Giovanni, esattamente contro la stagione precedente. Il Lanco Torino viene ripescato al posto della Bumor Roma.

## Classifica
|  |     | Classifica finale 1968-1969 | Pt | G  | V  | P  | PtF  | PtS  |
|  | --- | --------------------------- | -- | -- | -- | -- | ---- | ---- |
|  | 1.  | Recoaro Vicenza             | 36 | 18 | 18 | 0  | 1147 | 648  |
|  | 2.  | Standa Milano               | 32 | 18 | 16 | 2  | 926  | 647  |
|  | 3.  | Geas Sesto San Giovanni     | 28 | 18 | 14 | 4  | 994  | 646  |
|  | 4.  | Lamborghini Bologna         | 18 | 18 | 9  | 9  | 764  | 777  |
|  | 5.  | Fiat Torino                 | 16 | 18 | 8  | 10 | 774  | 821  |
|  | 6.  | Pejo Brescia                | 14 | 18 | 7  | 11 | 810  | 920  |
|  | 7.  | Bloch Trieste               | 14 | 18 | 7  | 11 | 723  | 902  |
|  | 8.  | Bumor Roma                  | 12 | 18 | 6  | 12 | 746  | 869  |
|  | 9.  | Lanco Torino                | 10 | 18 | 5  | 13 | 727  | 840  |
|  | 10. | Altius Zucchet Roma         | 0  | 18 | 0  | 18 | 549  | 1085 |

### Verdetti
- A.S. Recoaro Vicenza campione d'Italia 1968-1969: Luigina Agostinelli, Antonini, Rosetta Bozzolo, Faggionato, Marisa Gentilin, Ester Milocco, Negri, Gorlin Lidia, Lovato Eleonora, Nidia Pausich, Nicoletta Persi, Wanda Sandon. Allenatore: Zigo Vasojevic.
- Altius Zucchet Roma retrocede in Serie B. Bumor Roma rinuncia all'iscrizione.